# بخش فاضلکه
بخش فاضلکه (به انگلیسی: Fazilka district) یک بخش در هند است که در پنجاب واقع شده‌است. بخش فاضلکه ۳٬۱۱۳ کیلومتر مربع مساحت و ۱٬۱۸۰٬۴۸۳ نفر جمعیت دارد.